# Europäisches Fachzentrum Moor und Klima

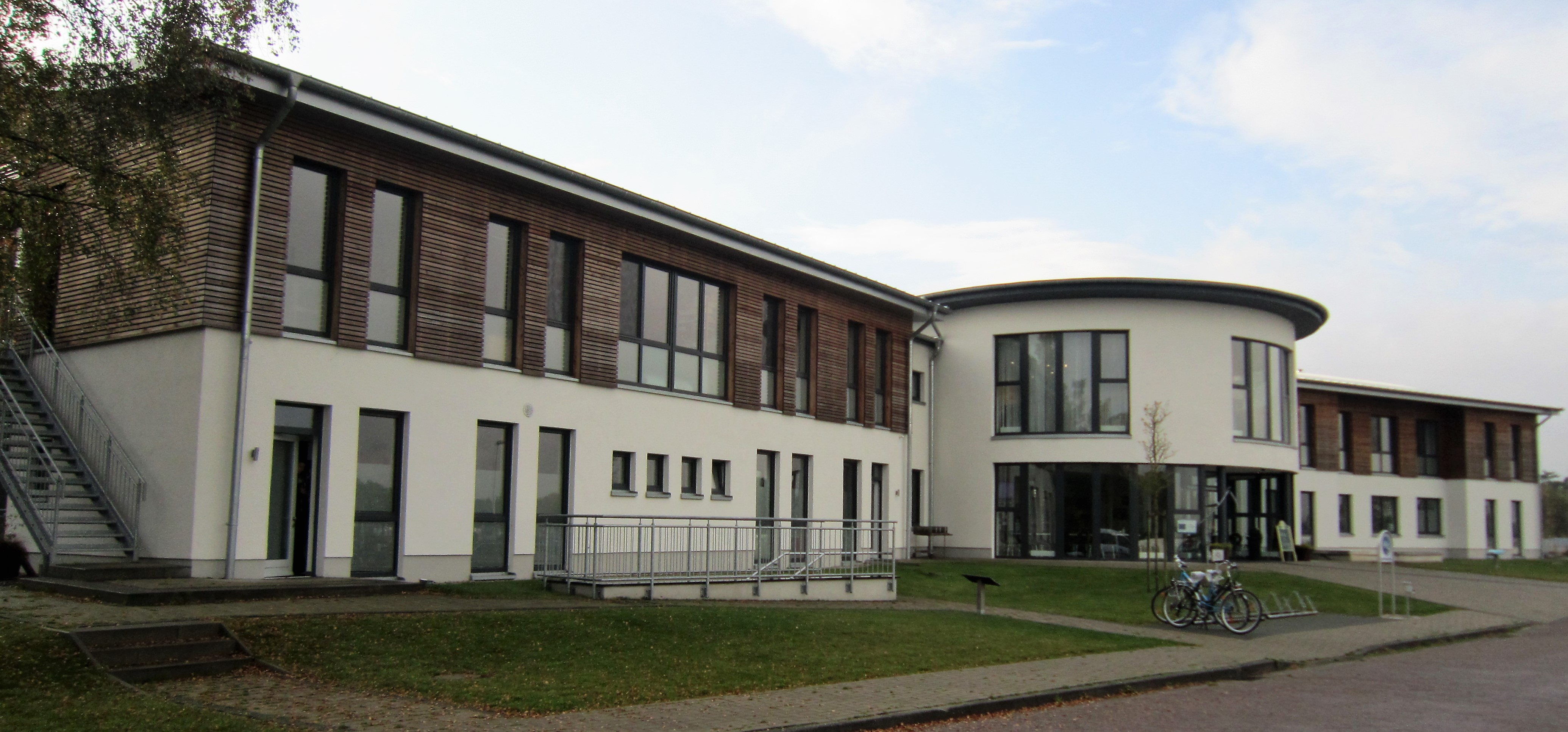
Vorderansicht des EFMK

Europäisches Fachzentrum Moor und Klima (EFMK) ist der Name eines Vereins (des Fördervereins Europäisches Fachzentrums MOOR und KLIMA e.V.), der Betreibergesellschaft aller Projekte (der Europäisches Fachzentrum MOOR und KLIMA GmbH Wagenfeld) und eines Ausstellungs- und Verwaltungszentrums in Ströhen in der Diepholzer Moorniederung in Niedersachsen. Letzteres ist bekannter unter dem Namen Moorwelten. Der Landkreis Diepholz als Initiator des Zentrums bewertet dessen Arbeit als „ausgezeichnetes Angebot, um die Bevölkerung und Gäste der Region aktiv über den Moor- und Klimaschutz zu informieren und einzubinden sowie den praktischen Moor- und Klimaschutz in der Diepholzer Moorniederung und darüber hinaus zu stärken“.
Eigentümerin des Ausstellungs- und Verwaltungsgebäudes ist die Gemeinde Wagenfeld.:S. 7

## Geschichte
Der Förderverein Europäisches Fachzentrum MOOR und KLIMA e.V. wurde 2011 gegründet, nachdem der Landkreis Diepholz 2006 beschlossen hatte, das Zentrum auf Vorschlag des Regionalen Entwicklungskonzepts (REK) für das Diepholzer Land zu gründen (das REK bezog sich auf den Altkreis Diepholz). Auf die Gründung des Fördervereins folgte 2012 die Gründung der zugehörigen Betreibergesellschaft. Deren Gesellschafter sind die Gemeinde Wagenfeld, der Förderverein EFMK e.V. und der BUND Landesverband Niedersachsen e.V.
Das in der EFRE-Förderperiode 2007–2013 mit Hilfe der Europäischen Union in Angriff genommene Projekt EFMK soll dem Entwicklungskonzept von 2014 zufolge nachhaltig weiterentwickelt werden.
Am 1. November 2014 wurde das Ausstellungs- und Verwaltungszentrum EFMK, auch Moorwelten genannt, eröffnet.
Im Januar 2015 gehörte die Gemeinde Wagenfeld zu den Gewinnern des Wettbewerbs „Klima kommunal 2014“. Die Gemeinde wurde von der „Klimaschutz- und Energieagentur Niedersachsen (KEAN)“ dafür prämiert, dass sie als Mitträgerin des „Leuchtturmprojekts“ EFMK fungiert.

## Zweck des EFMK
Das EFMK selbst sieht sich als „Zentrum, in dem Menschen aus Wissenschaft und Praxis von der bewährten Naturschutzarbeit über den Dialog mit der Torf- und Landwirtschaft bis hin zur touristischen Nutzung interdisziplinär zusammenarbeiten.“ Durch intensive Kooperationen mit Partnern innerhalb der EU will das EFMK zur Vertiefung des europaweiten Austausches zwischen Forschung und Anwendung zur Verbesserung der Renaturierung und Nutzung von Hochmoorgebieten beitragen.:S. 4
Die EFRE-Fördermittel der EU sollen nach Aussagen des Landes Niedersachsen der „Optimierung des Wasserhaushaltes in Hochmooren der Diepholzer Moorniederung“ dienen. Aus der Sicht des REK soll das EFMK die Schwäche ausgleichen, dass es „im Diepholzer Land wenig dauerhafte, ganzjährige Kulturangebote“ gebe.
Hauptvorhaben des EFMK ist das Projekt „OptiMoor“. In Zusammenarbeit mit der Universität Rostock erprobt und entwickelt das EFMK Maßnahmen zur Optimierung der Hochmoor-Sanierung auf landwirtschaftlich vorgenutzten Standorten zur Erhöhung von Biodiversität und Kohlenstoffspeicherung. Dazu werden in einem Feldversuch (1 ha) sieben Varianten von Vernässungs- und Sanierungsmaßnahmen unter kontrolliertem Wassermanagement erprobt. Die Rostocker Agrar- und Umweltwissenschaftler Gerald Jurasinski und Vytas Huth leiten und koordinieren dabei die wissenschaftliche Begleitung, die die Vegetations- und Nährstoffentwicklung, Veränderungen des Reliefs, der Hydrologie und der Treibhausgas-Emissionen betrachtet.

## Räumlichkeiten und Aktivitäten

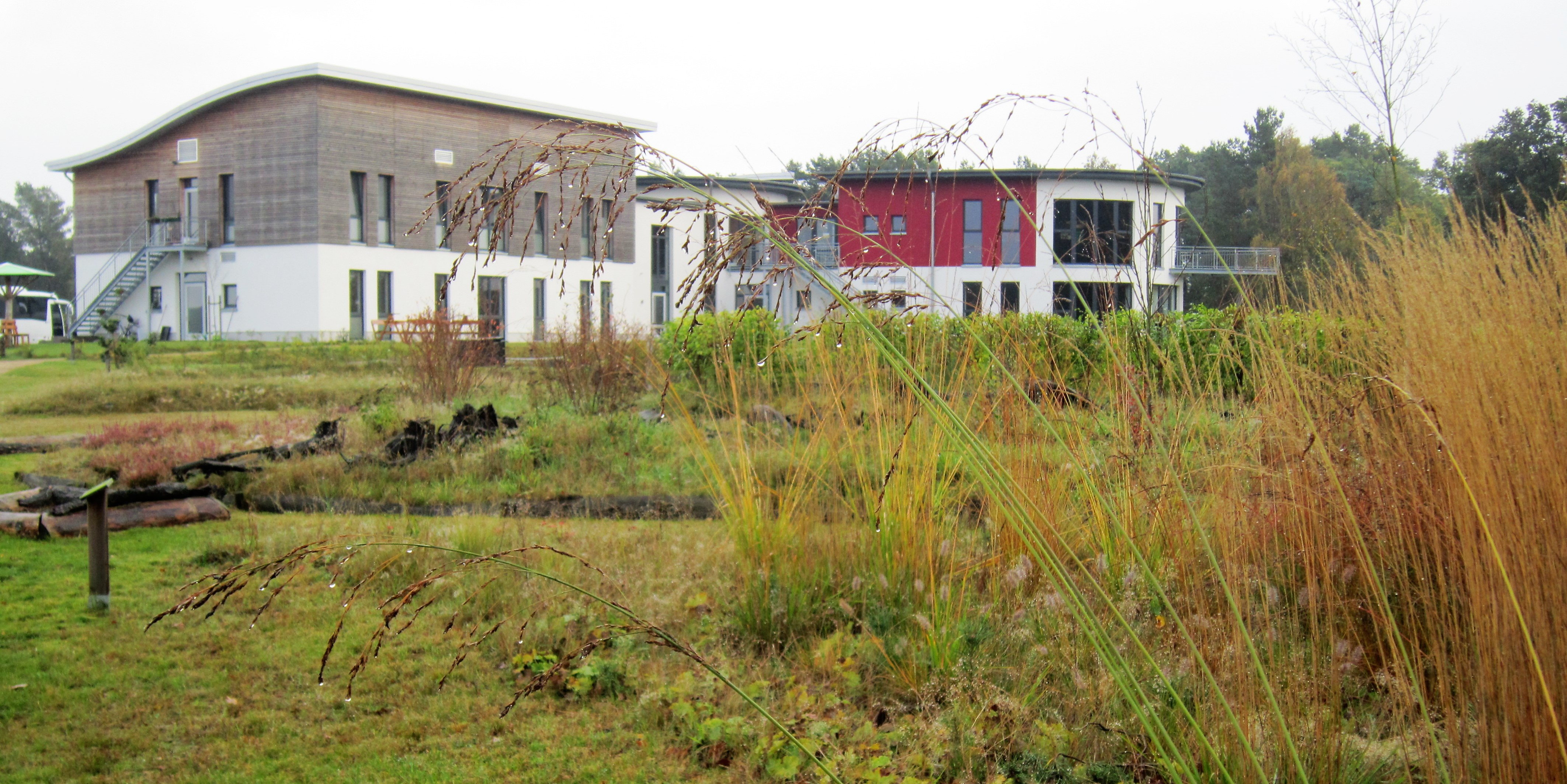
Rückansicht des EFMK; im Vordergrund der Barfußpfad

Die Form des EFMK-Gebäudes erinnert an einen Kranich. Der Bezug zur Arbeit des EFMK besteht vor allem darin, dass dieses im Oktober und November jeden Jahres Kranichbeobachtungen organisiert. Neben der Ausstellung beherbergt das Gebäude mehrere Labors und Tagungsräume für Forschungszwecke. Außerhalb des Hauses befindet sich ein Barfußpark.
Die Arbeit des EFMK beruht auf einem Drei-Säulen-Konzept:
1. Darstellung der regionalen Moorschutz-Aktivitäten, die vom BUND Diepholzer Moorniederung und dem Landkreis Diepholz bereits seit 30 Jahren betrieben werden (praktischer Moorschutz).[11]
2. Der Bereich Wissenschaft und Forschung für Moor und Klimaschutz vereint bestehendes Wissen mit innovativen Forschungsprojekten in einem europäischen Netzwerk.
3. Besucherinformation und Bildung für nachhaltige Entwicklung über eine moderne zielgruppenorientierte Ausstellung und als außerschulischer Lernort.[12]

Dem EFMK gelang es am 25. April 2017, eine Diskussionsveranstaltung zu organisieren, an der sowohl Vertreter des BUND und der NLWKN-Naturschutzstation Dümmer als auch der Torf verarbeitenden Wirtschaft, des Landvolks der Grafschaft Diepholz und der Landwirtschaftskammer Niedersachsen teilnahmen.

## Finanzen
Die Baukosten für das Ausstellungs- und Verwaltungsgebäude betrugen 3,85 Millionen €. Davon übernahm die Gemeinde Wagenfeld 1,8 Millionen €. Die Europäische Union stellte über EFRE-Mittel 1,6 Millionen € bereit, der Landkreis Diepholz 200.000 € und die Niedersächsische Bingo-Umweltstiftung 150.000 €. Den Rest in Höhe von 100.000 € steuern je zur Hälfte der Förderverein EFMK und der BUND bei.
Die EU fördert das Projekt „Optimoor“. Die Metropolregion Nordwest beteiligt sich an den Personalkosten der für das EFMK tätigen Wissenschaftler. Auch der Bund beteiligt sich an der Finanzierung des EFMK, und zwar durch Fördermaßnahmen im Rahmen des Projekts „Nachhaltiges Landmanagement – Innovative  Systemlösungen“ des Bundesministeriums für Bildung und Forschung (BMBF) und des Projekts „Beratung und Coaching zum Thema Moorschutz“ des Bundesministeriums für Umwelt, Naturschutz, Bau und Reaktorsicherheit (BMUB).